# Kongregacija za bogoslužje in disciplino zakramentov
Kongregacija za bogoslužje in disciplino zakramentov tudi Kongregacija za kult in disciplino zakramentov
 (latinsko Congregatio de Cultu Divino et Disciplina Sacramentorum) je bila ena od kongregacij Rimske kurije.

## Naloge
Kongregacija je bila tisti organ Rimske kurije, ki je oblikoval, usmerjal in vzpodbujal bogoslužje v skladu s prenovo, ki jo je izvedel Drugi vatikanski koncil (1962-1965). Njena področja pristojnosti so se nanašala na vse, kar po kanonskemu pravu pripada Apostolskemu sedežu oz. papežu na področju bogoslužja ter je opravljala nadzor nad zvestim spoštovanjem liturgičnih predpisov ter splošno veljavnih norm v Rimskokatoliški cerkvi, po vsem svetu. V zvezi s tem je izdajala okrožnice, dekrete in note.

## Zgodovina
Papež Sikst V. je z apostolsko konstitucijo Immensa aeterni Dei leta 1588 ustanovil Sveto kongregacijo za obrede (lat. Sacra Congregatio Rituum), kot del širšega cerkvenega reformnega gibanja. Ta je bila pozneje večkrat reorganizirana:

Leta 1908 je bila pod papežem Pijem X. z apostolsko konstitucijo Sapienti Consilio ustanovljena Sveta kongregacija za disciplino zakramentov (lat. Sacra Congregatio de Disciplina Sacramentorum).

Leta 1969 je papež Pavel VI. z apostolsko konstitucijo Missale Romanum ustanovil Sveto kongregacijo za bogoslužje (lat. Sacra Congregatio pro Cultu Divino). Obe sta se leta 1975 združili v Kongregacijo za zakramente in bogoslužje (lat. Congregatio de Sacramentis et Cultu Divino).

Kasneje, leta 1988, je papež Janez Pavel II. z apostolsko konstitucijo Pastor Bonus ponovno reorganiziral rimsko kurijo in kongregacijo preimenoval v Kongregacijo za bogoslužje in disciplino dokumentov (lat. Congregatio de Cultu Divino et Disciplina Sacramentorum).

## Vodstvo kongregacije
Zadnji prefekt Kongregacije za bogoslužje in disciplino zakramentov, pred njeno ukinitvijo leta 2022, je bil kardinal Arthur Roche. Za prefekta kongregacije ga je 27. maja 2021 imenoval papež Frančišek. Pred njim je to službo opravljal kardinal Robert Sarah.

## Ukinitev
Kongregacija je bila ukinjena z apostolsko konstitucijo papeža Frančiška Praedicate Evangelium, objavljeno 19. marca 2022. Ta je stopila v veljavo 5. junija 2022, na binkošti, ter je nadomestila apostolsko konstitucijo Pastor Bonus iz leta 1988.